# Берёза бумажная
Берёза бумажная (лат. Betula papyrifera) — вид растений рода Берёза (Betula) семейства Берёзовые (Betulaceae).

## Распространение и экология
В природе ареал вида охватывает северную часть Северной Америки от Ньюфаундленда на востоке до Аляски на западе и до штатов Орегон, Небраска и Вирджиния на юге, с небольшими изолированными участками в более южных горных частях штатов Северная Каролина и Колорадо. Довольно широко культивируется в Северной Америке и Западной Европе. В России встречается в ботанических садах, парках и опытных лесных станциях по всей Европейской части и, реже, в Сибири.
|                                                                                             |
|                                                                                             |
|                                                                                             |
|                                                                                             |
| Ствол с отслоившейся корой, листья, мужские (верхнее фото) и женские (нижнее фото) серёжки. |

Произрастает в лесах всех типов — на более высоких местах, главным образом в лесах из сахарного клёна (Acer saccharum) и бука (Fagus); в лесах из ели красной (Picea rubens), ели белой (Picea glauca) и ели чёрной (Picea mariana) на болотах и по краям болот совместно с туей западной (Thuja occidentalis), пихтой бальзамической (Abies balsamea), лиственницей американской (Larix laricina) и другими видами. В канадских прериях по долинам рек иногда образует чистые насаждения.
Ещё более неприхотлива, чем европейские виды берёз, и одинаково хорошо растёт как на сухих, так и на сырых местах.
Берёза бумажная — пионер заселения.

## Ботаническое описание
Листопадное дерево среднего размера, 20 м в высоту (в исключительных случаях — 35 м) и диаметром ствола до 1 м, с неправильно-широко-цилиндрической кроной и тонкими ветвями. У особей моложе пяти лет кора коричневая с белыми чечевичками. Во взрослом состоянии кора белая или розоватая, более яркая, чем у остальных видов берёз, покрыта очень длинными (до 20 см), желтоватыми или коричневыми чечевичками, отслаивается тонкими горизонтальными пластинками. Молодые веточки опушённые, с редкими смолистыми железками, зеленоватые или светло-коричневые, с более бледными чечевичками, позже ветви становятся блестяще-тёмно-коричневыми и почти или совсем голыми.  Корневая система поверхностная.
Почки маленькие, узко-яйцевидные, заострённые, уплощённые, отстоящие от ветвей, по краю чешуи клейкие, зелёного цвета, по краям коричневые. Листорасположение — очерёдное. Листья овальные или яйцевидные, длиной 5—12 см, шириной 4—9 см, острые или заостренные, края двоякозубчатые, с округлым, клиновидным или, редко, усечённым основанием, в молодости покрытые волосками, позже голые, тусклотемно-зеленые, на толстых, опушённых черешках длиной 1,5—3 см.
Пестичные серёжки длиной 2—8 см и диаметром около 1 см. Прицветные чешуйки длиной 5 мм, из них средняя доля узкая, удлинённо-эллиптическая, несколько длиннее широко-ромбических боковых, отклонённых в стороны.
Созревший плод состоит из множества маленьких крылатых семян, упакованных между кроющими листочками серёжек. Рассеивание происходит постепенно в течение всей осени и зимы. Плоды созревают к концу лета. Вес 1000 семян 0,35 г.
Отличается быстрым ростом — к 10 годам достигает высоты в 7 м.

## Значение и применение
Берёза бумажная является символьным деревом провинции Саскачеван (Канада) и штата Нью-Гэмпшир (США).
На родине широко используется населением так же, как белые березы в Европе и России. Названия берёзы отражают использование её коры индейцами в качестве материала для письма, корой также покрывали наружную сторону каноэ, так как она не пропускает воду.
Берёзовая кора — основной зимний продукт питания американских лосей.
Выведены декоративные сорта берёзы, различающиеся окраской коры, пригодные для выращивания в условиях средней России в небольших садах и парках:
- 'Vancouver'
- 'Ranaissane Reflection'
- 'St. Gerge'

Древесина красноватого оттенка, хорошо полируется, по твёрдости и другим свойствам сходна с древесиной берёзы пушистой (Betula pubescens) и берёзы повислой (Betula pendula).

## Классификация

### Таксономия[2]
Betula papyrifera Marshall, 1785, Arbust. Amer. : 19 
Вид Берёза бумажная относится к роду Берёза (Betula) семейства Берёзовые (Betulaceae) порядка Букоцветные (Fagales). Кладограмма в соответствии с Системой APG IV по состоянию на июнь 2023 года:
|  |                                      |  |                                   |                                   |                     |  | ещё 6 семейств | ещё 6 семейств |                     |  |                        |  | еще 88 подтвержденных видов и 81 таксон, ожидающих подтверждения | еще 88 подтвержденных видов и 81 таксон, ожидающих подтверждения |  |
|  |                                      |  |                                   |                                   |                     |  | ещё 6 семейств | ещё 6 семейств |                     |  |                        |  | еще 88 подтвержденных видов и 81 таксон, ожидающих подтверждения | еще 88 подтвержденных видов и 81 таксон, ожидающих подтверждения |  |
|  |                                      |  |                                   | порядок Букоцветные               |                     |  |                |                | род Берёза          |  |                        |  |                                                                  |                                                                  |  |
|  |                                      |  |                                   | порядок Букоцветные               |                     |  |                |                | род Берёза          |  | 1 внутривидовой таксон |  |                                                                  |                                                                  |  |
|  | отдел Цветковые, или Покрытосеменные |  |                                   |                                   | семейство Берёзовые |  |                |                | вид Берёза бумажная |  |                        |  |                                                                  |                                                                  |  |
|  | отдел Цветковые, или Покрытосеменные |  |                                   |                                   |                     |  |                |                |                     |  |                        |  |                                                                  |                                                                  |  |
|  |                                      |  | ещё 63 порядка цветковых растений | ещё 63 порядка цветковых растений |                     |  |                | ещё 5 родов    | ещё 5 родов         |  |                        |  |                                                                  |                                                                  |  |
|  |                                      |  |                                   | ещё 63 порядка цветковых растений |                     |  |                |                | ещё 5 родов         |  |                        |  |                                                                  |                                                                  |  |

### Внутривидовые таксоны
- Betula papyrifera subsp. cordifolia (Regel) Regel

### Синонимы
- Betula alba subsp. excelsa  (Aiton)  Regel
- Betula alba subsp. latifolia  (Tausch)  Regel
- Betula alba subsp. papyrifera  (Marshall)  Regel
- Betula alba var. communis  Shirai
- Betula alba var. communis  Regel
- Betula alba var. commutata  Regel
- Betula alba var. elobata  Fernald
- Betula alba var. papyrifera  (Marshall)  Spach
- Betula davurica var. americana  Regel
- Betula excelsa  L. ex  B.D.Jacks.
- Betula grandis  Schrad.
- Betula kamtschatica var. kenaica  (W.H.Evans)  C.-A.Jansson
- Betula kenaica  W.H.Evans  — Берёза кенайская
- Betula latifolia  Tausch
- Betula lenta var. papyrifera  (Marshall)  Castigl.
- Betula lyalliana  (Koehne) Bean
- Betula montanensis  B.T.Butler
- Betula neoalaskana var. kenaica  (W.H.Evans)  B.Boivin
- Betula papyracea  Aiton
- Betula papyracea var. communis  (Regel)  Schelle
- Betula papyracea var. grandis  (Schrad.)  Schelle
- Betula papyracea var. lyalliana  (Koehne)  Schelle
- Betula papyrifera f. coriacea  Fernald & Wiegand
- Betula papyrifera f. elobata  (Fernald)  B.Boivin
- Betula papyrifera f. longipes  Fernald
- Betula papyrifera f. nana  B.Boivin
- Betula papyrifera f. papyrifera  –
- Betula papyrifera subsp. commutata  (Regel)  A.E.Murray
- Betula papyrifera subsp. kenaica  (W.H.Evans)  A.E.Murray
- Betula papyrifera subsp. subcordata  (B.T.Butler)  A.E.Murray
- Betula papyrifera var. andrewsii  Daniels
- Betula papyrifera var. communis  Regel
- Betula papyrifera var. commutata  (Regel)  Fernald
- Betula papyrifera var. elobata  Sarg.
- Betula papyrifera var. kenaica  [[A.Henry in Elwes]] &  A.Henry
- Betula papyrifera var. lyalliana  Koehne
- Betula papyrifera var. macrostachya  Fernald
- Betula papyrifera var. montanensis  Sarg.
- Betula papyrifera var. papyrifera  –
- Betula papyrifera var. pensilis  Fernald
- Betula papyrifera var. recessa  Lepage
- Betula papyrifera var. subcordata  Sarg.
- Betula pirifolia  hort. ex  K.Koch
- Betula subcordata  B.T.Butler